# Tavern Guild
El Tavern Guild (Gremio de Tabernas) fue una asociación de propietarios de bares gais y mayoristas de licores que se formó en 1962 en San Francisco (California), y duró hasta 1995.
Fue la primera asociación de negocios gay en los Estados Unidos, formada en respuesta a las crecientes tensiones entre la policía y los gais. Esta coalición ayudó a unificar y proteger a los bares y camareros gais fijando los precios de las bebidas, desarrollando una red telefónica para rastrear las redadas policiales y estableciendo fondos para los miembros que estaban desempleados. También organizaron muchas recaudaciones de fondos y eventos benéficos, incluido el Baile de Bellas Artes (Beaux Arts Ball) anual.

## Fundación
El Tavern Guild se fundó un martes por la noche en 1962 en el Suzy-Q, un bar gay en Polk Street. Phil Doganiero, un popular camarero de Suzy Q, fue elegido el primer presidente de la organización, sucedido por Bill Plath (propietario del D'Oak Room) y Darryl Glied (propietario del Jumpin' Frog) en los años siguientes.: 201 
La organización se reunía semanalmente para discutir los diversos problemas de la comunidad de bares gay, incluyendo las constantes redadas policiales y la discriminación. Para atraer clientes a los bares y proteger a sus miembros, el Gremio fijó los precios de las bebidas para que los bares no compitieran entre sí, además de controlar y erradicar las prácticas comerciales inseguras y los rumores (los dueños de bares heterosexuales tenían la costumbre de promocionarse como bares gais si su negocio estaba en problemas y luego rechazar a los homosexuales una vez que su bar estaba mejorando). Mostrar un frente unificado también ayudó a mantener a la policía y al Departamento de Control de Bebidas Alcohólicas de California (California Department of Alcoholic Beverage Control, ABC) lejos de ellos, y ayudó a las relaciones entre los distribuidores de alcohol y los bares del Gremio.: 201–202 

## Impacto
Una de las primeras cosas que el Tavern Guild estableció fue un sistema de red telefónica que realizaba un seguimiento de los movimientos de la policía y del Departamento de Control de Bebidas Alcohólicas, avisando a los bares que estaban a punto de ser allanados. También establecieron un fondo de préstamos para los miembros del Gremio que se quedaban sin trabajo debido a las redadas policiales y los cierres, asegurándose de que los buenos camareros siguieran trabajando.: 201 
A medida que la organización pasó de ser un pequeño grupo de compañeros de copas a convertirse en una gran organización benéfica sin fines de lucro, el Tavern Guild organizó muchos eventos para recaudar fondos. Estos eventos, que se realizaban en bares o incluían muchas actividades para beber, ayudaron al Gremio a convertirse en una gran fuerza financiera y política, capaz de impulsar una agenda de derechos civiles para la comunidad LGBTQ y de influir en los políticos.: 202–203  Realizaban subastas los lunes por la noche para aumentar el patrocinio en varios bares, organizaban fiestas anuales del día de las elecciones y un pícnic anual en el condado de Marin, conocido por sus juegos de beber y sus paseos en moto.: 202 
Uno de los eventos más importantes que patrocinó el Gremio de Tabernas fue el baile anual de drag de Halloween, conocido como el Baile de las Bellas Artes (Beaux Arts Ball). Fue el primer gran baile público de drag de San Francisco, que comenzó en 1963 y continuó hasta bien entrada la década de 1970.: 202  Durante el baile de 1965, José Sarria fue nombrada reina del baile y luego se declaró Emperatriz, lo que se convirtió en una tradición. Cada año, en el baile, se elegía a una Emperatriz para dirigir el recién establecido Sistema de la Corte Imperial.
En 1980, el Tavern Guild tenía al menos 184 miembros y 86 empresas, y las comunidades de bares gay de otras ciudades estaban formando sus propias versiones.
El Tavern Guild ayudó a recaudar dinero para muchas organizaciones, incluida la Society for Individual Rights y organizaciones homófilas como la Mattachine Society y Daughters of Bilitis. También ayudaron a recaudar dinero para personas que no forman parte de la comunidad LGBTQ, incluidos la Unión de Campesinos y el Movimiento por los Derechos Civiles, e incluso recaudaron fondos para enviar delegados a Selma.: 202  De los muchos proyectos de recaudación de fondos orientados al servicio que inició el Tavern Guild, la Community Thrift Store sigue en funcionamiento en Mission District de San Francisco. Si bien el Tavern Guild se disolvió en 1995, la Community Thrift Store continúa funcionando bajo la Fundación The San Francisco Tavern Guild y todas las ganancias benefician a organizaciones benéficas del Área de la Bahía de San Francisco.